# هارفي س. سميث
هارفي س. سميث (بالإنجليزية: Harvey C. Smith)‏ هو قاضي ومحامي أمريكي، ولد في 7 يوليو 1874 في مقاطعة كوشوكتن في الولايات المتحدة، وتوفي في 26 مايو 1929 في كولومبوس في الولايات المتحدة.